# Pierre Dangicourt
Ne doit pas être confondu avec Pierre d'Angicourt.
Pierre Dangicourt (ou d'Angicourt), né en 1664 à Rouen et mort le 12 février ou le 5 mai 1727 à Berlin, est un mathématicien français.

## Biographie
Resté fidèle au protestantisme, Pierre Dangicourt se vit obligé, après la révocation de l'édit de Nantes, de quitter la France au moment où il commençait à se faire un nom dans la science qu'il aimait à cultiver.
Réfugié en Prusse où il avait suivi son père, il se livra dans sa nouvelle patrie avec un redoublement de zèle et un plein succès, à l'étude des mathématiques transcendantes, ce qui lui valut d'être admis comme membre puis vice-président de l'Académie de Berlin.
Ses connaissances le mirent en relation avec plusieurs savants illustres de son temps, en particulier Gottfried Wilhelm Leibniz. Il fut le disciple et l'ami de ce dernier qui faisait grand cas de lui et avec qui il fut longtemps en correspondance,.
On ne lui connait que deux publications : un problème sur les sections coniques et un article où il affirme que l'arithmétique binaire est plus facile que les autres pour découvrir les lois de succession.
Pierre Dangicourt avait également « beaucoup de capacité pour les affaires civiles ; ce qui le fit charger de diverses commissions importantes dont il s'aquitta toujours à la satisfaction de ceux qui l'avoient employé. »